# Bochicinae
Sous-famille
Les Bochicinae sont une sous-famille de pseudoscorpions de la famille des Bochicidae.

## Distribution
Les espèces de cette sous-famille se rencontrent en Amérique et dans la péninsule Ibérique.

## Liste des genres
Selon Pseudoscorpions of the World (version 3.0) :
- Antillobisium Dumitresco & Orghidan, 1977
- Bochica Chamberlin, 1930
- Spelaeobochica Mahnert, 2001
- Titanobochica Zaragoza & Reboleira, 2010
- Troglobisium Beier, 1939
- Troglobochica Muchmore, 1984
- Troglohya Beier, 1956
- Vachonium Chamberlin, 1947

## Publication originale
- Chamberlin, 1930 : A synoptic classification of the false scorpions or chela-spinners, with a report on a cosmopolitan collection of the same. Part II. The Diplosphyronida (Arachnida-Chelonethida). Annals and Magazine of Natural History, sér. 10, vol. 5, p. 1-48 & 585-620.